# Дереворізальний інструмент

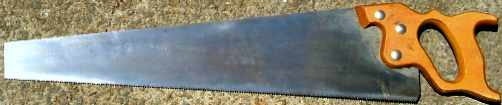
Ручна пилка до дерева (ножівка)

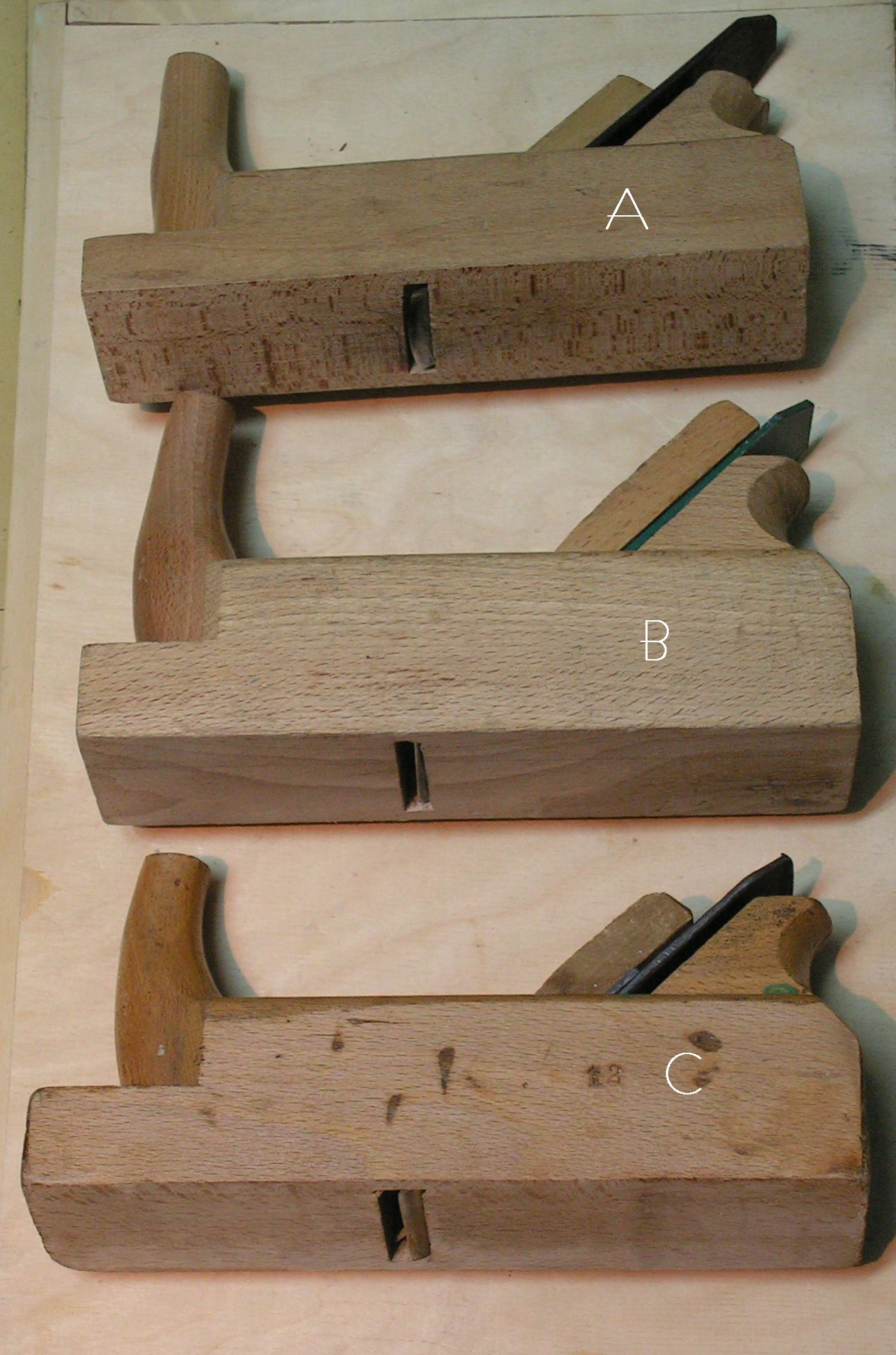
Основні види рубанків:
A-шерхебель, B-одинарний рубанок, C-рубанок з подвійним ножем

Дереворі́зальний інструме́нт — різальний інструмент для обробки натуральної деревини, деревинних матеріалів і деталей різанням

## Конструктивні особливості
Дереворізальний інструмент складається з різальної частини (однієї або декількох), що її виготовляють з матеріалів, стійких проти зношування (легованих та вуглецевих інструментальних сталей, твердих сплавів, абразивних матеріалів), та кріпильного пристрою, за допомогою якого дереворізальний інструмент закріплюють на деревообробних верстатах чи утримують у руках.

## Класифікація
Розрізняють дереворізальний інструмент ручний, механізований і верстатний.
До ручних дереворізальних інструментів належать:
- пилки;
- сокири;
- стамески;
- рубанки;
- долота;
- свердла;
- циклі;
- скобелі (струги);
- штихелі тощо.

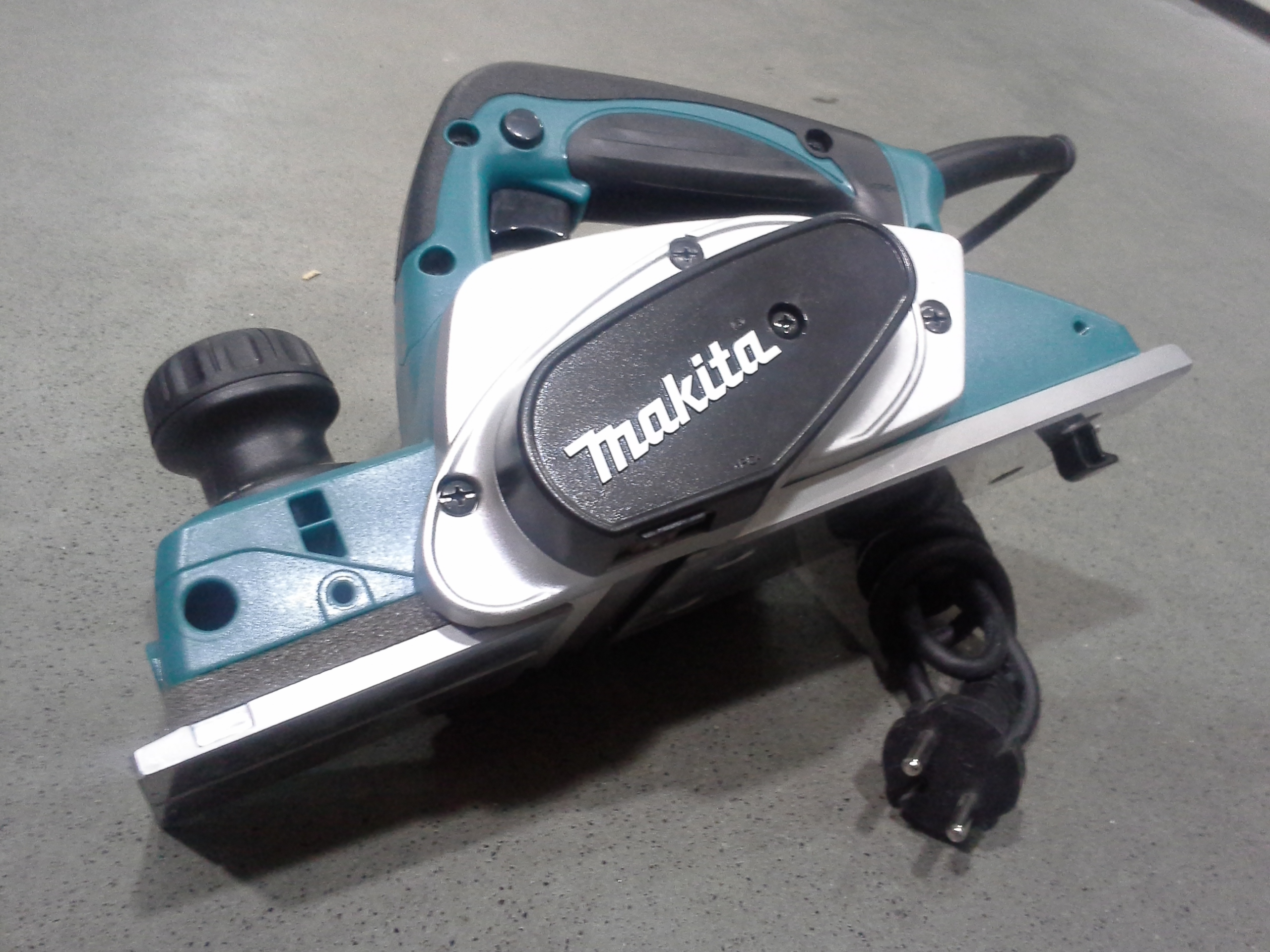
Електричний рубанок — ручний дереворізальний інструмент з електричним приводом

Механізованим називають ручний інструмент з електричним або пневматичним приводом (наприклад, електропилки, пневмо- та електродрилі, електричні рубанки, ручні фрезерні машини тощо).

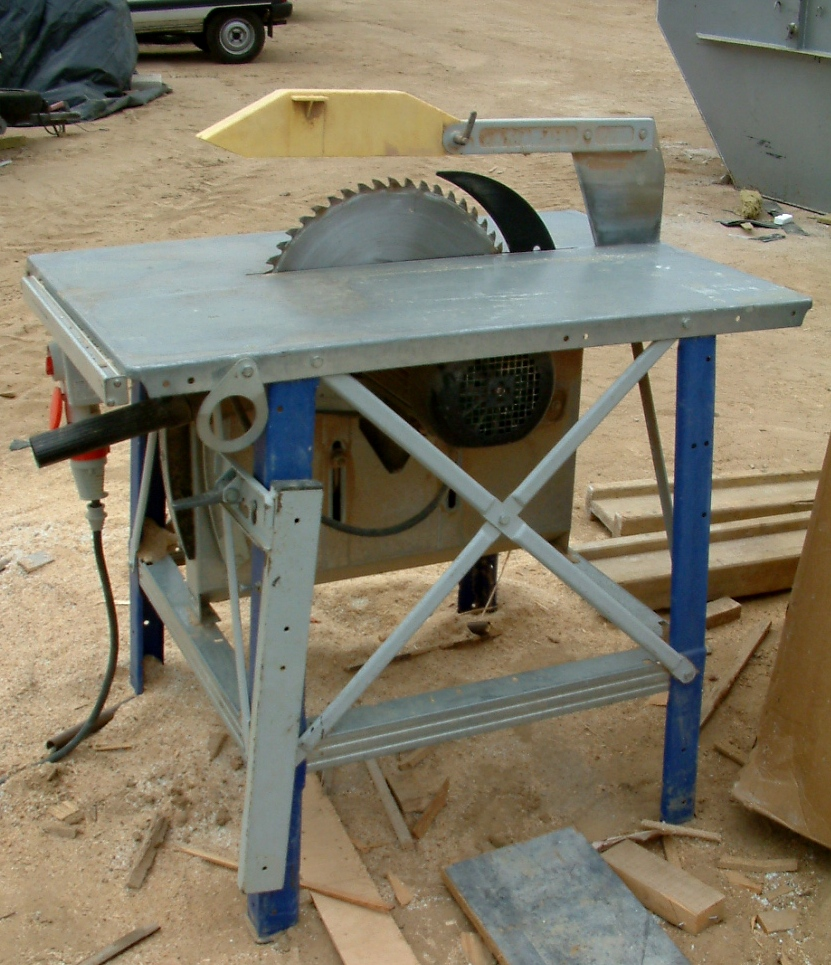
Круглопильний верстат з дисковою пилкою

До верстатних дереворізальних інструментів, що їх встановлюють на дереворізальних верстатах, належать:
- пилки (на круглопильних (круглопилкових) верстатах);
- фрези, ножі стругальні, лущильні та ін. (на фрезерних фугувальних та рейсмусових а також стругальних, лущильних, рубальних та інших верстатах);
- свердла, зенкери і долота (на свердлильних та довбальних верстатах).
- циліндри, диски та безконечні стрічки з абразивною шкуркою, полірувальні барабани з тканини, змащеної абразивною пастою (на шліфувальних та полірувальних верстатах), де різання здійснюється зернами абразиву, тощо.

Швидкість різання матеріалів верстатними дереворізальними інструментами сягає 120 м/с.